# B級
B級（ビーきゅう）とは、その物が上等でもなく、下等でもない、中程度のレベルにあることを指し示す。主に俗語である。

## 概要
B級は、様々な事物に於いてその程度を表す表現として用いられており、下に述べる様々な事物の評価に用いられる。ただし俗語の常として、発祥は映画制作に絡むとはいえ俗語的用法では不明確な部分もあり、その定義する範疇には揺らぎを含んでおり、例えば映画では「B級映画」や「B級ホラー」などジャンルのように扱われ映画評論家などが特定の作品を指して「B級」とすることはあっても、制作筋や同作品愛好筋がB級と評しているかどうかは別の問題である。
ニュアンスとして、一級品に及ばないという卑下（ひげ：程度が低いものとして蔑んでいること）の意味合いと、A級（＝高品質だが高価）に比べて費用対効果が優れているという自負の意味合いがあるが、後者は含意としては存在するものの、それのみで使われる傾向は弱い。専ら「強い感銘を受ける程ではないが、どういう訳か意識せざるを得ない」ような個性を持っている場合などに好んで使われる傾向がある。
B級と評されるものの多くは、そのいずれにも熱狂的な愛好者が見られ、見方を変えれば「マニアック過ぎて普遍的な支持が得難いモノ」と見ることができる。こういった愛好者層は古くは雑誌などへの投稿やファン活動、あるいはより先鋭的なファンからなるおたく的な活動などといった形で顕著化していたが、インターネット利用の普及期に前後して特定B級事物のみを扱ったホームページやそれら情報を集めたウェブサイト、またはブログなどの形で情報発信を行っている様子が見られる。
単に順序を示すためにB級という言葉が使われる。増幅回路のB級は、最初に開発された物をA級として付けられている（ただし、結果としてB級増幅器にはゼロクロスひずみが発生し、A級より特性は悪い。）。B級戦犯は色々ある戦犯の種類の内の二番目という意味である。

## 「B級」という価値観
こういった表現や評価は価値観の多様化に従って増加する傾向にあり、従来は映画関連でもレンタルビデオなど少ない出資で映画作品が楽しめるようになっていった1980年代以降に「B級映画」などの言葉が一種の揶揄と賞賛をない交ぜにした表現として一般にも用いられるようになっていったが、元々は低予算映画の代名詞的な業界用語で、1932年から1947年に掛けてアメリカ合衆国内で制作された短期間撮影の低予算映画を指していた（→B級映画のなりたち）。
カルト映画は、熱狂的な愛好者層が存在する作品のことであるが、この辺りは低予算映画であっても人を熱中させる要素があったり、後の大スターが有名になる以前に出演していた作品であったり他の分野の大物が主演した作品であったりと言うギャップを楽しんだり（ロナルド・レーガン出演の西部劇やミル・マスカラスらが主演するルチャシネマなどはその好例）と、人により様々な理由により支持されている作品である。ただ「B級映画」の場合は「良質な作品に比べ劣っている」という側面を含むことから、中には封切り直後に「B級作品」と酷評を受け、人々の記憶から消え去った作品も無いではない。
映画以外に目を向けると「B級グルメ」や「B級スポット」などと言う言葉が存在する。これらは上に（長々と）述べたように「カルト的な人気を持つ」一方で「品質的には上質とは言い難い」ような評価を被るものである。例えば食通が唸るような美食がA級のグルメであるとするならば、B級グルメの場合は「街の美味しいラーメン屋」や「意外に美味しいスナック菓子」など、より大衆的でリーズナブル（安価）なものである。
B級は二番目とされる事があるが、A級の上にS級、AA級などが有る場合は三番目、四番目と落ちる。

## 使用例
- B級映画
- B級ホラー
- B級グルメ
- B級スポット
- B級戦犯